# 14702 Benclark
14702 Benclark este un asteroid din centura principală de asteroizi.

## Descriere
14702 Benclark este un asteroid din centura principală de asteroizi. A fost descoperit pe 7 ianuarie 2000 la Stația Anderson Mesa în cadrul programului LONEOS. Asteroidul prezintă o orbită caracterizată de o semiaxă mare de 2,99 ua, o excentricitate de 0,10 și o înclinație de 10,0° în raport cu ecliptica.